# Scoliocentra brachypterna
Scoliocentra brachypterna – gatunek muchówki z rodziny błotniszkowatych i podrodziny Heleomyzinae.
Gatunek ten opisany został w 1873 roku przez F. Hermanna Loewa jako Blepharoptera brachypterna.
Muchówka o ciele długości od 4 do 5 mm. Na głowie ma 2 lub 3 pary wewnętrznych szczecinek ciemieniowych oraz wyraźne wibrysy. Głaszczki jej są dwubarwne: żółto-czarne. Tułów jej cechuje się obecnością szczecinek na propleurach, kilkoma szczecinkami na przedpiersiu, 2 lub 3 parami szczecinek sternopleuralnych i mezopleurami nagimi w tylnej części przedszwowej. Użyłkowanie skrzydła odznacza się nieprzyciemnionymi przednimi i tylnymi żyłkami poprzecznymi. Tylna para odnóży samca ma pierwszy człon stóp krótszy niż drugi, a uda pozbawione dodatkowych szczecin na stronie wewnętrznej. Odwłok samicy cechuje nierozdwojony, palcowaty sternit ósmy.
Owad znany z Wielkiej Brytanii, Niemiec, Norwegii, Szwecji, Finlandii, Szwajcarii, Austrii, Polski, Czech, Słowacji, Węgier, Ukrainy, Rumunii, Bułgarii, Serbii, Czarnogóry i Rosji.